# (1007) Pawlowia
(1007) Pawlowia est un astéroïde de la ceinture principale découvert le 5 octobre 1923 par l'astronome russe Vladimir Albitzky.
Sa désignation provisoire était 1923 OX.
L'astéroïde est nommé en l'honneur du biologiste Ivan Pavlov (1849-1936), lauréat du prix Nobel de physiologie et de médecine en 1904.